# NGC 4703
NGC 4703 is een spiraalvormig sterrenstelsel in het sterrenbeeld Maagd. Het hemelobject werd op 3 maart 1786 ontdekt door de Duits-Britse astronoom William Herschel.

## Synoniemen
- MCG -1-33-15
- FGC 1504
- PGC 43342